# Nysvenska
Nysvenska är ett litteraturhistoriskt begrepp som betecknar en av svenskans många språkperioder. Svenskan som talades under perioden 1526–1879. Nysvenskan brukar delas upp i äldre nysvenska (1526–1730) och yngre nysvenska (även kallad äldre svenska, 1730–1850). Årtalsgränserna är ungefärliga. Man bör räkna med en viss överlappning. Alfabetet var det latinska.[källa behövs]
Den nysvenska perioden pågick åren 1526–1879 och det var först under denna tid det svenska språket fick ordentlig struktur sett till ortografin. Under perioden infördes nämligen riktlinjer rörande hur språket skulle skrivas korrekt.
När Gustav Vasa fick makten i Sverige år 1521 fick Sverige ett starkt styre och makten fick sitt koncentrerade säte i huvudstaden Stockholm. Under kungens styre genomfördes reformationen och Sverige övergick från katolskt till protestantiskt. Detta ledde till den första översättningen av Nya testamentet till svenska år 1526 och översättningen av Bibeln år 1541. Eftersom boktryckarkonsten kommit till Sverige på 1400-talet spreds nu denna religiösa text på svenska sig snabbt över landet. På grund av sin spridning blev skrivsättet i den svenska bibeln en sorts mall för det svenska språket över lag. Gustav Vasas Bibels ord var i stor utsträckning likstavade, vilket då lade grund för stavningen respektive användningen av ord. Helt konsekvent var dock inte Bibeln, då vissa ord stavade på olika sätt. Ett exempel på detta är ordet "lång" som även kan stavas "long" enligt Gustav Vasas bibel. Trots viss inkonsekvens blev Bibeln ändå ett slags rättesnöre rörande stavning, men under 1600-talet blev det mer oreda igen. Tryckningsindustrin växte nämligen snabbt och med det uppstod en viss förvirring. Förvirringen berodde nu på att tryckerierna stavade på olika sätt. För att lösa stavningsproblemet införde statsmakten under sekelskiftet till 1700-talet stavningsprinciper, vilka togs ur psalmboken och Karl XII:s Bibel. Principernas budskap hade dock inget större genomslag, och först år 1786 togs nästa viktiga steg rörande svenska språkets standardisering.
Det var år 1786 som den Svenska Akademien grundades med syfte att utfärda både en grammatik- och ordbok. 1874 utfärdade Svenska Akademien även sin första ordlista. Idag brukas den 13:e utgåvan som norm för svensk stavning. (Svenska impulser 3, 2013).